# Pelouses calcaires de la haute vallée de la Juine
Pelouses calcaires de la haute vallée de la Juine este o arie protejată (sit de importanță comunitară — SCI) din Franța întinsă pe o suprafață de 103 ha, integral pe uscat.

## Localizare
Centrul sitului Pelouses calcaires de la haute vallée de la Juine este situat la coordonatele 48°21′04″N 2°09′32″E / 48.35111°N 2.15889°E.

## Înființare
Situl Pelouses calcaires de la haute vallée de la Juine a fost declarat arie specială de conservare în baza directivei 92/43 din 1992 referitoare la conservarea habitatelor naturale și a faunei și florei sălbatice pentru a proteja 2 specii de animale.

## Biodiversitate
Situată în ecoregiunea atlantică, aria protejată conține 6 habitate naturale: Pajiști uscate seminaturale și facies de acoperire cu tufișuri pe substraturi calcaroase (Festuco-Brometalia) (* situri importante pentru orhidee), Formațiuni stabile xerotermofile de Buxus sempervirens pe pante stâncoase (Berberidion p.p.), Pajiști calcaroase din nisipuri xerice, Formațiuni de Juniperus communis pe lande sau pajiști calcaroase, Păduri aluvionare cu Alnus glutinosa și Fraxinus excelsior (Alno-Padion, Alnion incanae, Salicion albae), Pajiști carstice calcaroase sau bazofile, de Alysso-Sedion albi.
La baza desemnării sitului se află mai multe specii protejate de  nevertebrate (2): Euplagia quadripunctaria, rădașcă (Lucanus cervus).
Pe lângă speciile protejate, pe teritoriul sitului au mai fost identificate 4 specii de plante.